# Alysson
Alysson ist eine Gattung der Grabwespen (Spheciformes) aus der Familie Crabronidae. Die Gattung kommt in Europa mit sechs Arten vor.

## Lebensweise
Die Alysson-Arten nisten in der Regel in verhältnismäßig kühlen und feuchten Lebensräumen, häufig an Flussufern und Sandbänken, aber auch auf festem Boden. Die mitteleuropäischen Arten legen ihr Nest jedoch in trockenen und warmen Sandhabitaten, etwa steilen sandigen Böschungen an. Das Nest mitteleuropäischer Arten besteht vermutlich aus nur einer Zelle am Ende eines Hauptganges, amerikanische und asiatische Arten legen jedoch auch Nester mit mehreren Zellen an. Der Aushub wird um den Nesteingang, der seitlich liegt, als Hügel aufgeschüttet. Der Nesteingang wird beim Verlassen des Nistplatzes nicht verschlossen. Kehrt das Weibchen mit Beute zurück, fliegt es rasch in das Nest ein, ohne die Beute abzulegen. Diese besteht aus  Zwergzikaden (Cicadellidae), seltener auch Blutzikaden (Cercopidae) oder aus Arten der Familien der Spitzkopfzikaden (Fulgoromorpha). Die Beute wird teilweise im Flug, teilweise am Boden mit dem Bauch nach oben transportiert. Das letzte Stück zum Nest wird die Beute immer am Boden transportiert. Sie wird basal mit den Mandibeln gepackt. Die Eiablage erfolgt auf eines der letzten Beutetiere, die ins Nest eingetragen wurden. Die betäubten Zikaden sterben bereits nach wenigen Tagen und verderben schnell.

## Arten (Europa)
- Alysson costai Beaumont, 1953
- Alysson katkovi Kokujev, 1906
- Alysson pertheesi Gorski, 1852
- Alysson ratzeburgi Dahlbom, 1843
- Alysson spinosus (Panzer, 1801)
- Alysson tricolor Lepeletier & Serville, 1825

## Belege